# Ютинет
«Ютинет.Ру» (ПАО «Платформа Ютинет.Ру», MCX: UTII) — интернет-магазин, основанный в Москве в 2004 году. Первый российский интернет-магазин, акции которого торгуются на бирже.

## История
Сайт создан в 2004 году, основную линейку товаров составили ноутбуки. С 2005 года расширяется товарный ассортимент, в продаже появляется проекционное оборудование, с 2009 года — бытовая и офисная техника, в 2010 году — сотовые телефоны и телевизоры. Для каждого направления были созданы отдельные витрины uti-note.ru (ноутбуки), uti-office.ru (офисная техника), uti-projector.ru (проекционная техника), uti-mobile.ru (мобильные телефоны) и другие. Позже уже в 2012 году все витрины были объединены под единым доменом utinet.ru.
В июле 2011 года компания осуществила первое среди российских интернет-магазинов IPO на российских биржах, капитализация по результатам размещения составила 3,9 миллиардов рублей. Около четверти акций было приобретено пятьюстами частными инвесторами. Входит в состав РАЭК.
В 2020 году бренд Utinet.ru приобретен российским производителем решений в области информационных технологий.

## Собственники
Структура владения в конце июля 2011 года:
- IQOne Holding S.A. — 46,3 %
- Михаил Уколов — 24,3 %
- Олег Рыбалов — 19,4 %
- Давид Галоян — 0,9 %
- Сергей Михайлов - 0,1%
- Акции в обращении — 9 % [5]